# Provinciale Statenverkiezingen 1987
De Provinciale Statenverkiezingen 1987 waren Nederlandse verkiezingen die op 18 maart 1987 werden gehouden voor de leden van Provinciale Staten in de twaalf provincies.

## Aanloop
Om stemgerechtigd te zijn diende men de Nederlandse nationaliteit te hebben, op de dag van de stemming ten minste achttien jaar oud te zijn en op de dag van de kandidaatstelling te wonen in de provincie waarvoor de verkiezing plaatsvond. Nederlanders die in het buitenland woonden en niet ingeschreven stonden in een Nederlandse gemeente hadden geen stemrecht bij deze verkiezingen.

## Uitslagen

### Opkomst (Nederland-totaal)
|                   | 1982       | 1982      | 1987       | 1987  |
| # stemmen         | %          | # stemmen | %          |       |
| ----------------- | ---------- | --------- | ---------- | ----- |
| Kiesgerechtigden  | 10.089.250 |           | 10.777.685 |       |
| Niet opgekomen    | 3.184.369  | 31,56     | 3.629.557  | 33,68 |
| Opkomst           | 6.904.881  | 68,44     | 7.148.128  | 66,32 |
| Ongeldige stemmen | 29.882     | 0,43      | 29.370     | 0,41  |
| Blanco stemmen    | 21.376     | 0,31      | -          | -     |
| Geldige stemmen   | 6.853.623  | 99,26     | 7.118.758  | 99,59 |

### Uitslagen per provincie naar partij
| Provincie            | Aantal zetels per partij | Aantal zetels per partij | Aantal zetels per partij | Aantal zetels per partij | Aantal zetels per partij | Aantal zetels per partij | Aantal zetels per partij | Aantal zetels per partij | Aantal zetels per partij | Aantal zetels per partij | Aantal zetels per partij | Aantal zetels per partij | Aantal zetels per partij | Aantal zetels per partij | Aantal zetels per partij |
| Provincie            | PvdA                     | CDA                      | VVD                      | D66                      | SGP                      | RPF                      | GPV                      | PPR                      | CPN                      | PSP                      | DGr                      | SP                       | overig                   | totaal                   |                          |
| -------------------- | ------------------------ | ------------------------ | ------------------------ | ------------------------ | ------------------------ | ------------------------ | ------------------------ | ------------------------ | ------------------------ | ------------------------ | ------------------------ | ------------------------ | ------------------------ | ------------------------ | ------------------------ |
| Groningen            | 25                       | 13                       | 7                        | 3                        | 1                        | 1                        | 2                        | 1                        | 2                        | 1                        | -                        | 0                        | 0                        | 55                       |                          |
| Friesland            | 22                       | 19                       | 6                        | 2                        | 1                        | 1                        | 1                        | 2                        | 2                        | 2                        | -                        | -                        | 2                        | 55                       |                          |
| Drenthe              | 24                       | 13                       | 9                        | 3                        | -                        | 0                        | 1                        | 1                        | -                        | 0                        | -                        | 0                        | 0                        | 51                       |                          |
| Overijssel           | 20                       | 27                       | 7                        | 3                        | 2                        | 1                        | 1                        | 1                        | 1                        | 1                        | -                        | -                        | 0                        | 63                       |                          |
| Flevoland            | 14                       | 12                       | 6                        | 3                        | 2                        | 2                        | 0                        | 1                        | 1                        | 1                        | -                        | 0                        | 0                        | 39                       |                          |
| Gelderland           | 24                       | 27                       | 11                       | 5                        | 3                        | 2                        | 2                        | 3                        | 3                        | 3                        | 0                        | 0                        | 0                        | 75                       |                          |
| Utrecht              | 16                       | 19                       | 11                       | 5                        | 2                        | 2                        | 2                        | 2                        | 2                        | 2                        | -                        | 0                        | 0                        | 59                       |                          |
| Noord-Holland        | 28                       | 21                       | 16                       | 6                        | 1                        | 1                        | 1                        | 2                        | 2                        | 2                        | 1                        | 0                        | 0                        | 79                       |                          |
| Zuid-Holland         | 30                       | 24                       | 15                       | 6                        | 3                        | 2                        | 2                        | 3                        | 3                        | 3                        | 0                        | 0                        | 0                        | 83                       |                          |
| Zeeland              | 14                       | 15                       | 8                        | 2                        | 5                        | 2                        | 2                        | 1                        | 0                        | 0                        | -                        | 0                        | 0                        | 47                       |                          |
| Noord-Brabant        | 24                       | 36                       | 10                       | 5                        | 1                        | 1                        | 1                        | 2                        | 2                        | 2                        | -                        | 1                        | 0                        | 79                       |                          |
| Limburg              | 21                       | 28                       | 6                        | 2                        | 0                        | 0                        | 0                        | 1                        | 1                        | 1                        | -                        | 0                        | 4                        | 63                       |                          |
| totaal               | 262                      | 254                      | 112                      | 45                       | 35                       | 35                       | 35                       | 32                       | 32                       | 32                       | 1                        | 1                        | 6                        | 748                      |                          |
| +/− t.o.v. 1982+1985 | +85                      | −5                       | −45                      | −11                      | −4                       | −4                       | −4                       | −20                      | −20                      | −20                      | +1                       | +1                       | +2                       | +4                       |                          |

Een "-" in de tabel betekent dat de betreffende partij bij de verkiezingen van 1987 in de betrokken provincie geen kandidatenlijst heeft ingediend.

## Eerste Kamerverkiezingen
De nieuw verkozen leden van Provinciale Staten kozen op 9 juni 1987 bij de Eerste Kamerverkiezingen een nieuwe Eerste Kamer.
Provinciale Statenverkiezingen zijn daarmee behalve provinciaal ook nationaal van belang.